# Амбергау
Амбергау (на немски: Ambergau, Ambergo) е гауграфство в южна Долна Саксония, Германия.

## История
Образува се през 8 век на река Нете в територията на Херуските. От 13 век неговият център е град Бокенем. В Амбергау има още 13 други селища, които са разрушени през 14 и 15 век.
През 1295 г. в северната част на Амбергау се построява замъкът Воленщайн, който е продаден 1275 г. на Ото I фон Брауншвайг-Люнебург, епископ на Хилдесхайм (1260 – 1279).

## Графове в Амбергау
- Екберт фон „Едноокия“ (* 932; † април 994), граф в Амбергау и Дерлингау (Билунги)
- Бурхард I фон Локум (* ок. 1090; † 1130), граф на Локум, граф в Южен Амбергау